# Melreux
Melreux est un village de la commune belge de Hotton située en Région wallonne dans la province de Luxembourg. Il se trouve en Famenne, sur la rive droite de l’Ourthe quelques kilomètres au nord de Hotton.

## Histoire
Un document de la fin du XIIe siècle mentionne pour la première fois le village de Melroit (ou Melleroit). Ancienne seigneurie de la famille de Waha, et ensuite des Lardinois, Melreux est une très ancienne paroisse qui fut démembrée au XVe siècle en vue d’ériger en paroisse les villages environnants. Devenu commune à la fin du XVIIIe siècle le village est incorporé à Hotton en 1823.

## Patrimoine
L’église Saint-Pierre, dont le clocher est flanqué de quatre clochetons, date de 1671. Des fonts baptismaux de style roman (XIIe siècle) et dalles funéraires du Moyen Âge attestent l’existence d’un édifice antérieur. Le mobilier intérieur comprend quelques belles toiles et un maître-autel de style Louis XIII[réf. nécessaire].
 Les décors intérieurs polychromes de l'église sont repris sur la liste du patrimoine immobilier exceptionnel de la Wallonie depuis 2016.

## Particularités
- La gare de Melreux-Hotton dessert la ligne 43 de la SNCB reliant Jemelle à Liège, appelée Ligne de l’Ourthe.
- Le village possède un camping au bord de l’Ourthe.